# 牧志站
26°13′2.09″N 127°41′33.18″E / 26.2172472°N 127.6925500°E

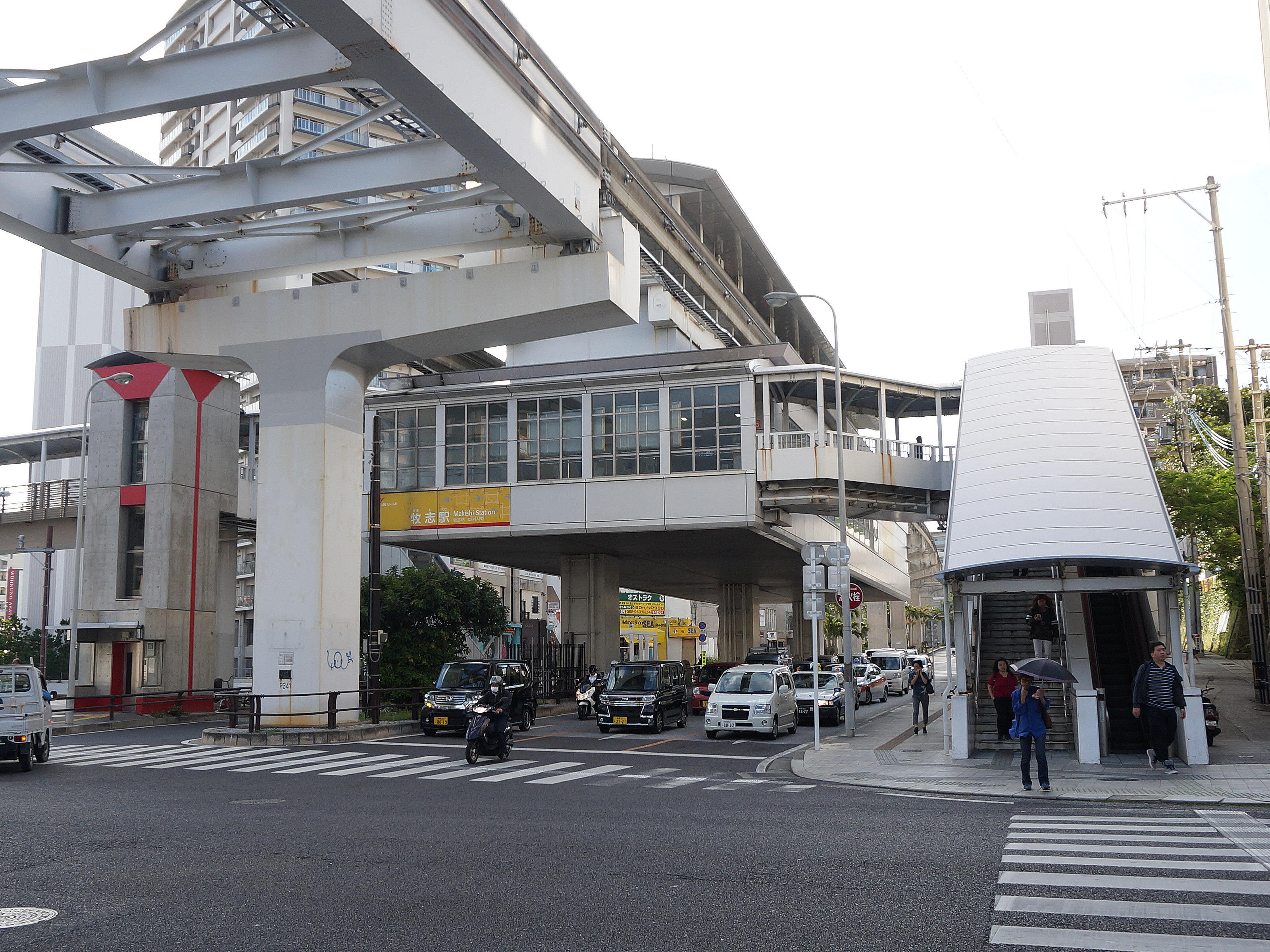
牧志站站房

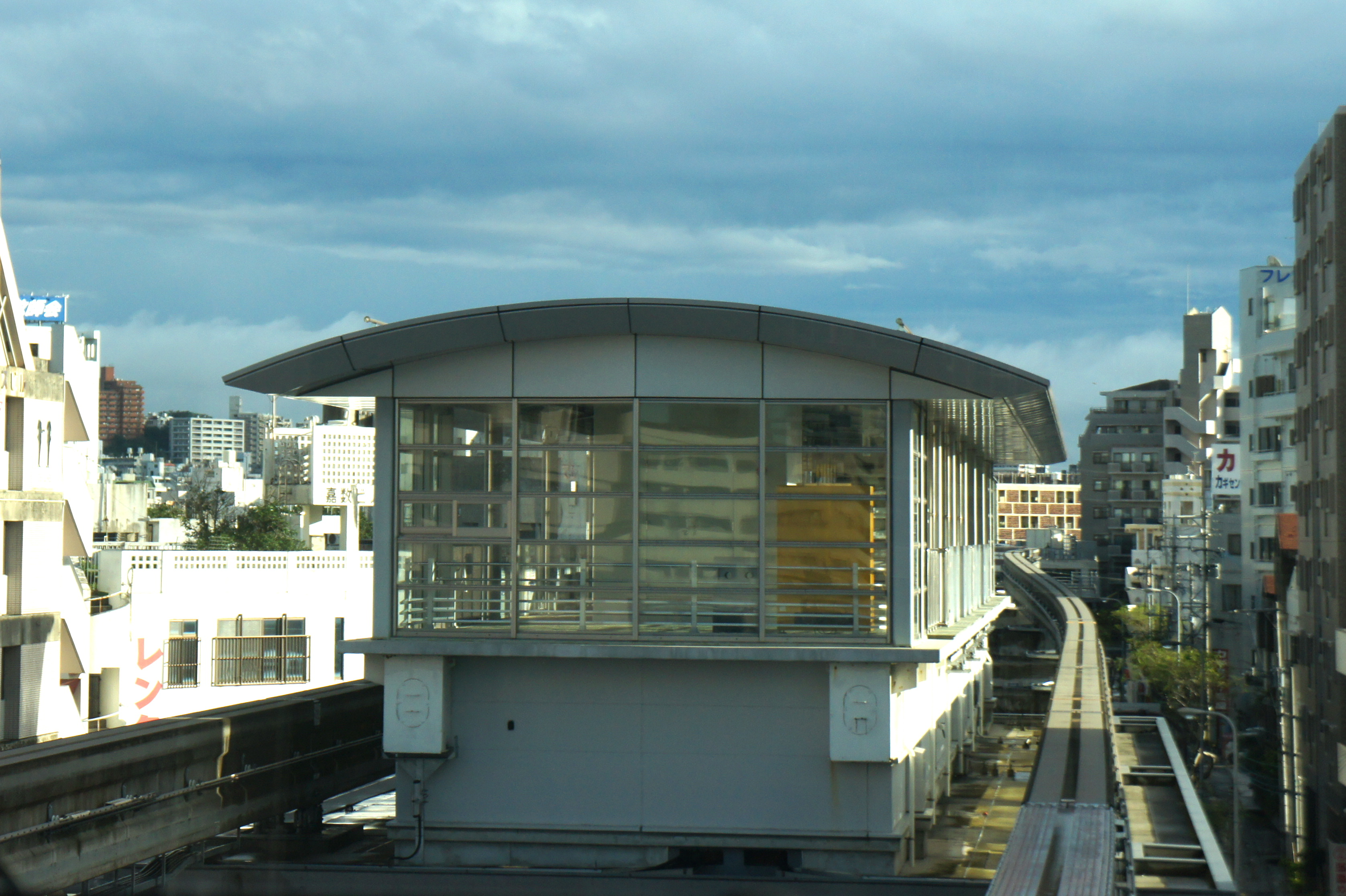
牧志站月台

牧志站（日语：／ Makishi eki */?）是位於日本沖繩縣那霸市牧志3丁目的沖繩都市單軌電車線車站。本站為線路系統內設定的應變車站，在東邊（往安里站方向）設有轉轍器，可作為臨時區間車總站；然而在日常的行車時間表中，沒有任何一班列車以此為總站。
此外，牧志站與安里站的直線距離只有300m，以往未有建成較高的建築物時，可以從牧志站直接望到安里站；但隨著那霸市役所展開「牧志・安里再開發事業」工程，現時兩站間已不能再互望。

## 車站構造
- 島式月台雙線。

### 月台配置
| 月台 | 路線                | 目的地                     |
| ---- | ------------------- | -------------------------- |
| 1    | ■沖繩都市單軌電車線 | 歌町、首里、日子浦西方向   |
| 2    | ■沖繩都市單軌電車線 | 縣廳前、小祿、那霸機場方向 |

### 車站設備
- 投幣式儲物櫃
- 公共電話
- 自動售賣機（飲品）
- 公共廁所

## 歷史
- 2003年8月10日：車站啟用

## 利用狀況
| 年度 | 1日平均乗車人數 |
| ---- | --------------- |
| 2003 | 2,091           |
| 2004 | 1,975           |
| 2005 | 2,185           |
| 2006 | 2,355           |
| 2007 | 2,430           |
| 2008 | 2,399           |
| 2009 | 2,171           |
| 2010 | 2,086           |
| 2011 | 2,200           |
| 2012 | 2,442           |

## 車站附近
巴士站
- 牧志巴士停（市外線專用）- 「自悠空間」咖啡店前
- 三越前巴士停（市內線專用）- 沖繩三越前

教育
- 那霸市立壺屋小學 - 站前

金融
- 沖繩海邦銀行牧志出張所（只有ATM）- 徒歩2分鐘
- 琉球銀行壺屋分店 - 徒歩4分鐘

郵局
- 牧志郵局 - 徒歩1分鐘

店鋪
- COMO CONCEPT（雜貨、家具）- 徒歩1分鐘
- MaxValu牧志店 - 徒歩3分鐘
- San-A Co. Ltd.那霸店 - 徒歩3分鐘

娛樂設施
- 櫻板劇場（電影院）

觀光
- 國際通 - 站前
- 那霸市傳統工藝館 - 徒歩5分鐘
- 第一牧志公立市場 - 徒步約10分鐘

旅館／酒店
- 西南旅遊賓館 - 站前
- 王室獵戶座酒店 -徒步2分鐘
- 王室棕櫚酒店NAHA -徒步約5分鐘

## 相鄰車站
沖繩都市單軌電車
■沖繩都市單軌電車線
美榮橋（8）－牧志（9）－安里（10）

## 外部連結
- 沖繩城市單軌電車 – 牧志站 （页面存档备份，存于）（日語）（英文）（繁體中文）（简体中文）